# Чаобайхэ

Бассейн реки Хайхэ

Чаобайхэ (кит. 潮白河) — река в Северном Китае, относится к бассейну реки Хайхэ.
Образуется из слияния рек Чаохэ и Байхэ ниже водохранилища Миюнь у деревни Хэцаоцунь в районе Миюнь города центрального подчинения Пекин. Основные притоки на территории Пекина: Хунмэньчуаньхэ, Сяодунхэ, Хуайхэ, Чэнбэйцзяньхэ, Наньцайпайхунгоу, Цзяньганьхэ, Юньчаоцзяньхэ. В северной части Тяньцзиня река впадает в Бохайский залив.
Длина реки составляет 275 км, площадь водосбора — 13846 км², 98 % этой территории покрыто лесами, лугами и сельскохозяйственными землями. Большая часть бассейна гористая или холмистая. На реке и её притоках расположено несколько плотин.
Климат в районе реки умеренный, субтропический океанический, в год выпадает около 490 мм осадков (около 2/3 — в июле и августе).
Около 2000 года часть русла Чаобайхэ в её центральном течении пересохла. Чтобы исправить ситуацию, с 2007 года туда перебрасывают очищенную воду из реки Вэньюйхэ (которая в основном состоит из сточных вод).